# 台灣彩券

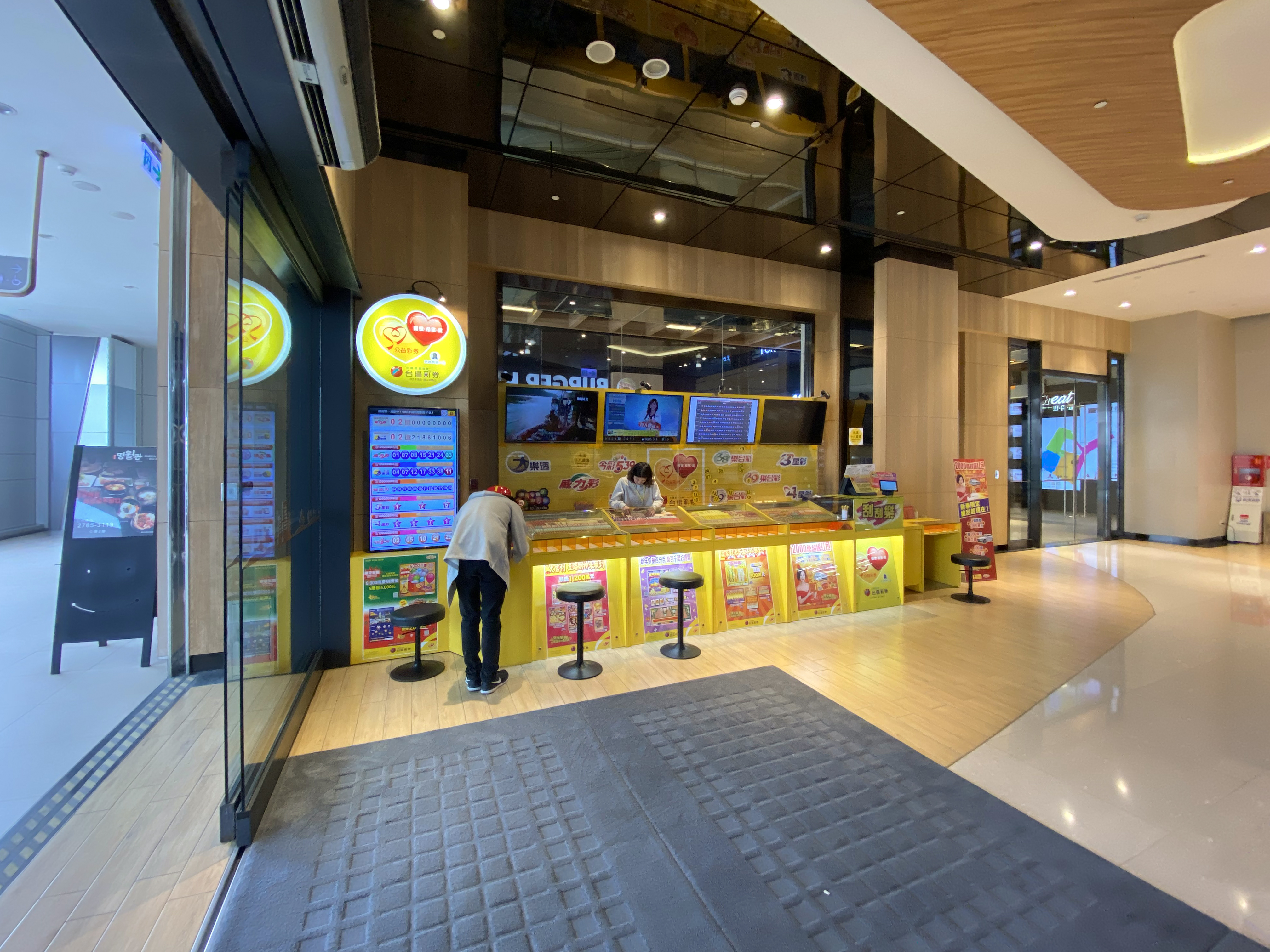
台北市中國信託金融園區彩券販售店

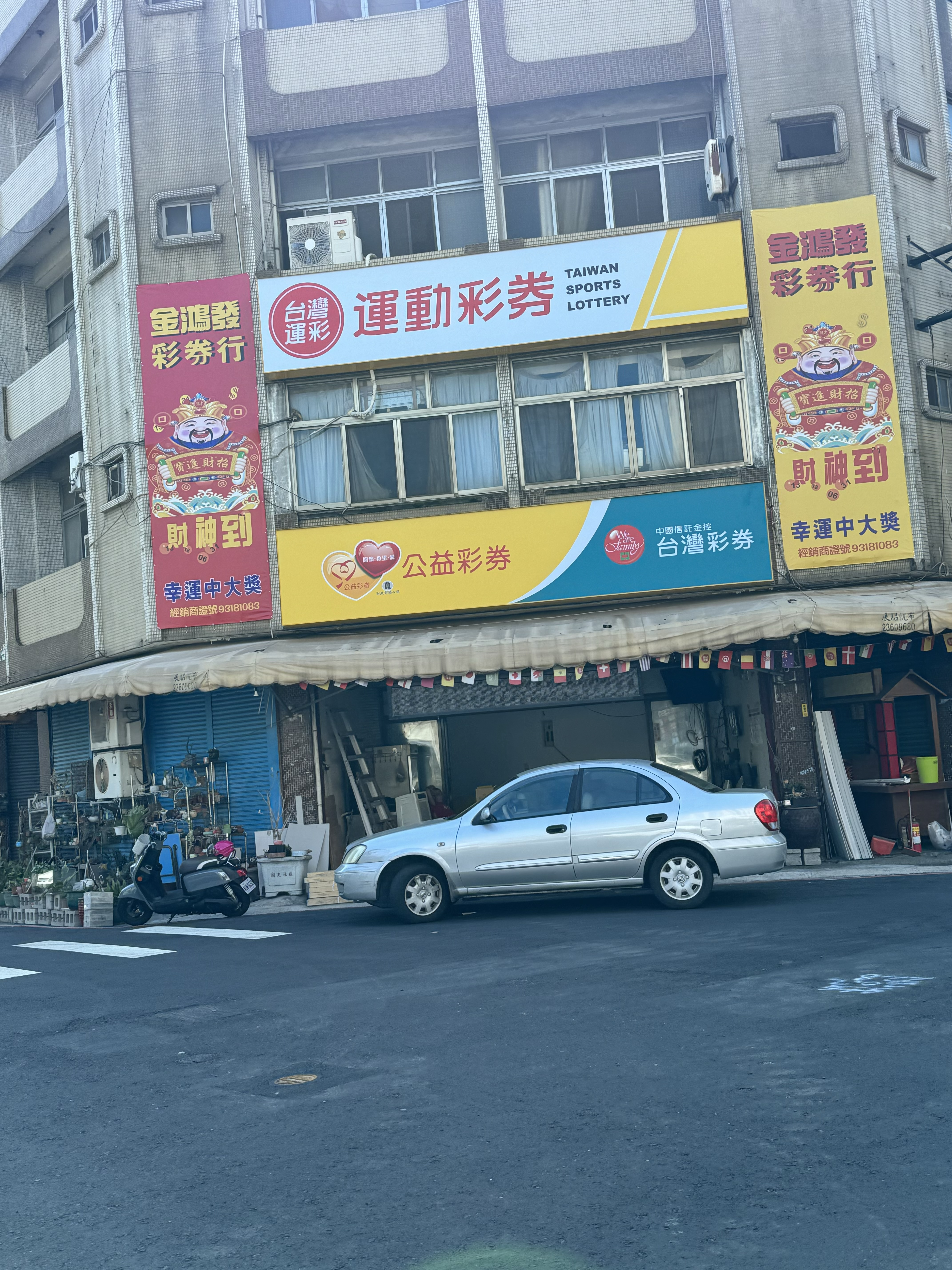
台中市東區彩券行第五屆橫式招牌

台灣彩券（簡稱台彩）是台灣的彩券營運公司，為中國信託金融控股公司的子公司，自2007年起，負責辦理由中國信託商業銀行委託的中華民國公益彩券相關業務，其所發行的公益彩券以與公司相同的名稱「台灣彩券」做為識別名稱。

## 歷史
2005年12月，中國信託商業銀行取得第3屆公益彩券發行權，負責辦理2007年至2013年的公益彩券業務。2006年7月18日，中信金控成立「台灣彩券股份有限公司」，辦理中國信託商業銀行委託的彩券業務。台灣彩券最初資本額為新台幣十億元，後於2008年7月24日減資新台幣五億元。
由於每年需繳付政府約新台幣20.868億元的回饋金，台灣彩券於2007年虧了接近新台幣七億元，2008年虧了新台幣兩億多元，2009年虧了新台幣三億多元，2010年彩券銷售額突破新台幣800億元但仍虧了一億多元；2011年銷售額突破新台幣900億元，始達成損益兩平，不再虧本。2012年彩券銷售額達到新台幣1,095.47億元，為台灣彩券第一年獲利，該年獲利接近新台幣五億元。
2012年10月22日，中華民國財政部召開第4屆公益彩券發行機構甄選委員會議，依序聽取中國信託商業銀行及台新國際商業銀行簡報後，評決中國信託商業銀行取得第4屆公益彩券發行權，使得台灣彩券可繼續經營公益彩券業務到2023年12月31日。
2022年8月15日，中華民國財政部召開第5屆公益彩券發行機構甄選委員會議，評決中國信託商業銀行取得第5屆公益彩券發行權，使得台灣彩券可繼續經營公益彩券業務到2033年12月31日
2016年5月7日，台灣彩券總經理黃志宜說，本年台灣彩券業績表現讓他相當痛苦，因2016年高雄美濃地震損失新台幣150億元以上的業績：本年刮刮樂彩券批售額，截至5月4日止，僅有新台幣400億元，比2015年少53億元；電腦型彩券業績，截至5月4日止，僅有新台幣212億元，比2015年少100億元。

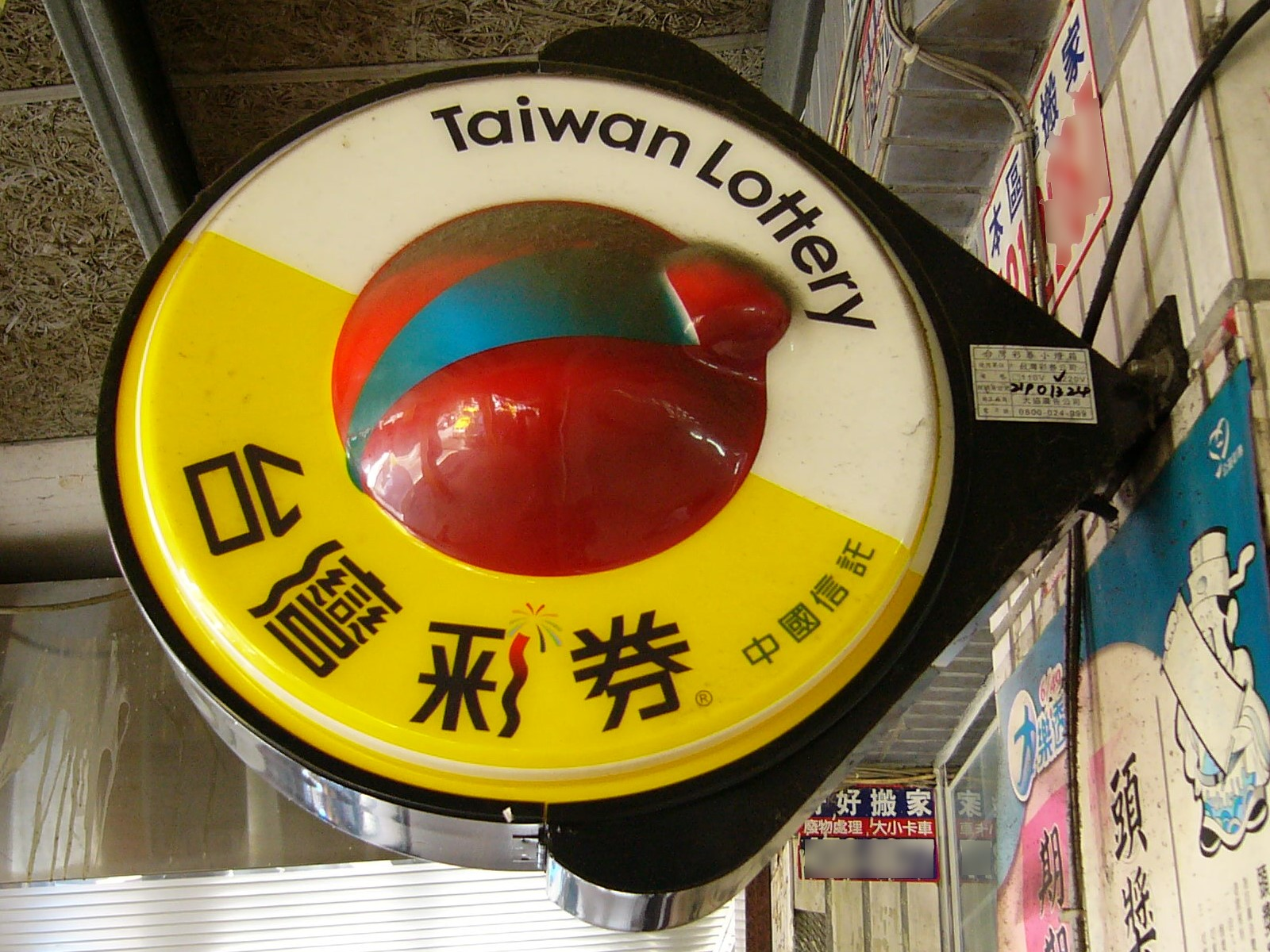
台灣彩券投注站小燈箱第1版。
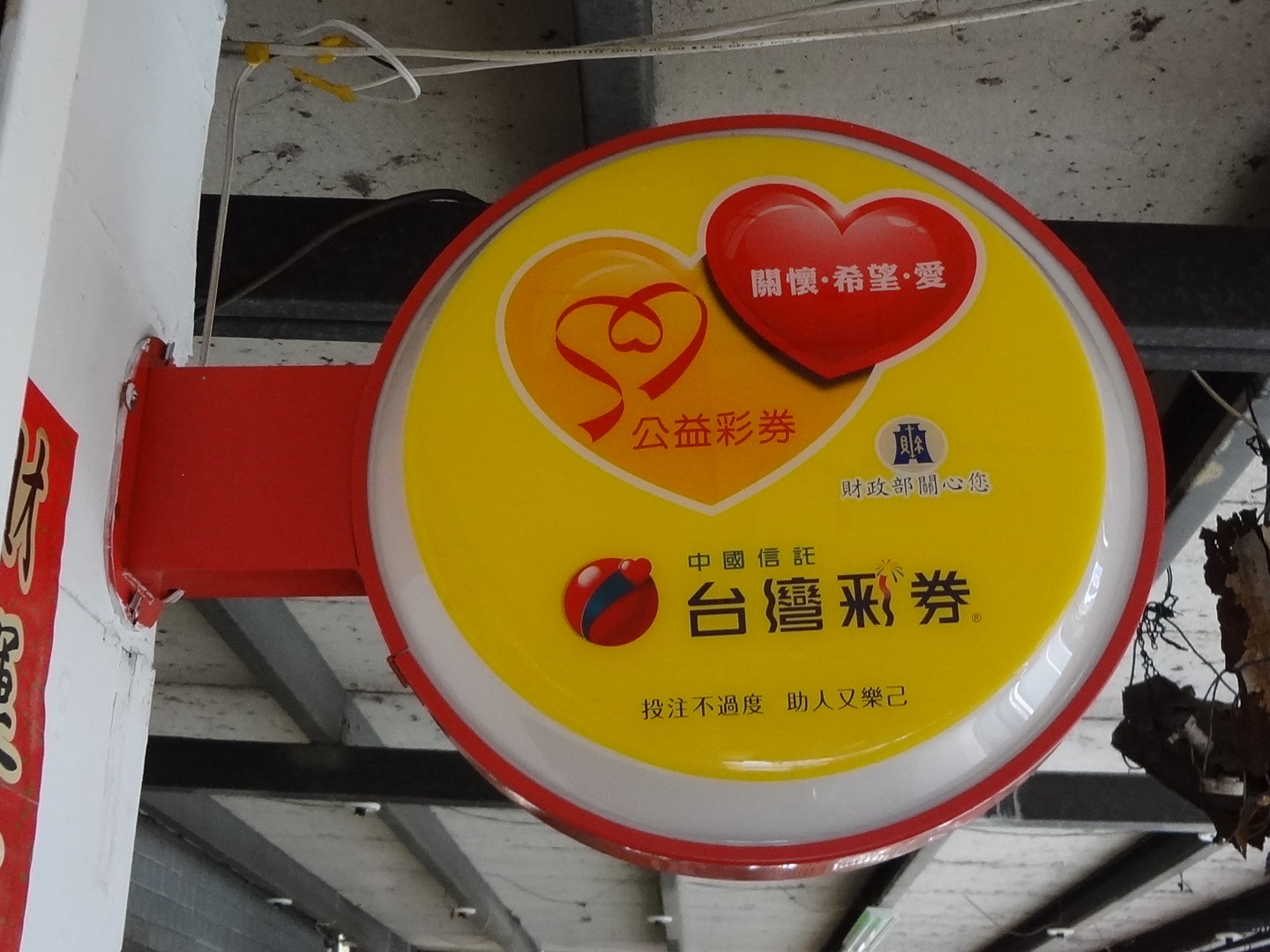
台灣彩券投注站小燈箱第2版。
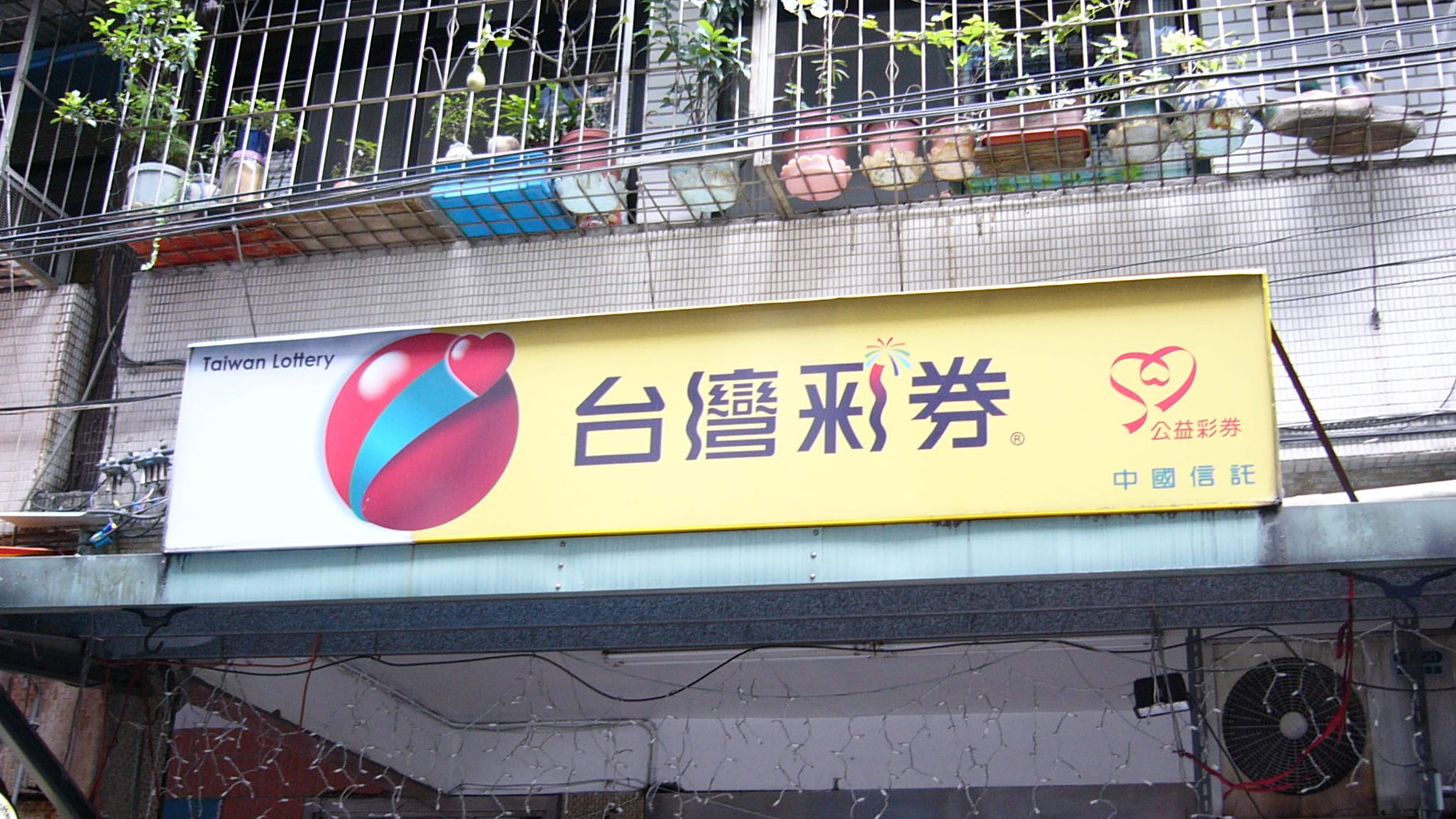
2007年台灣彩券投注站橫式招牌。
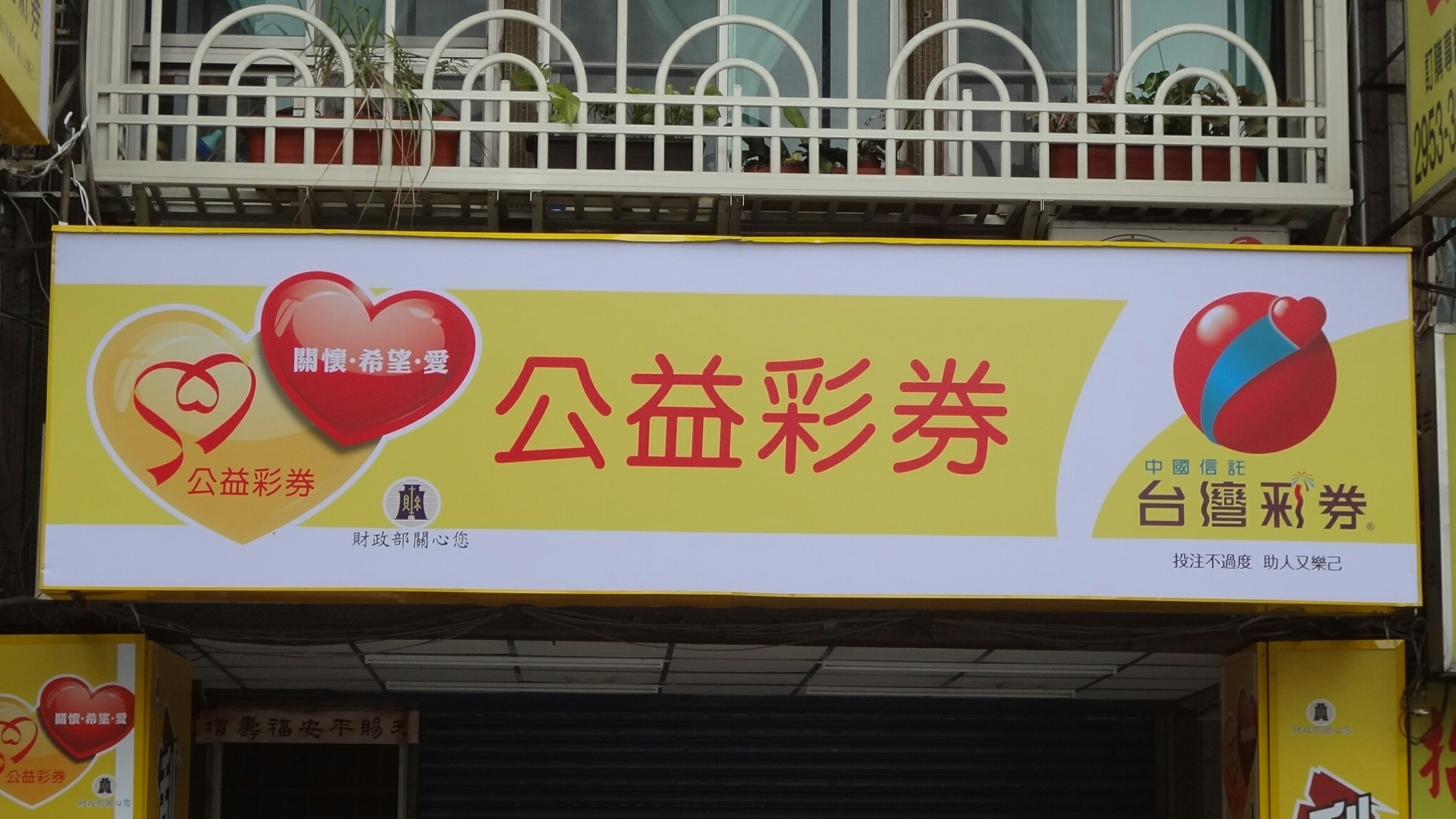
2013年台灣彩券投注站橫式招牌。
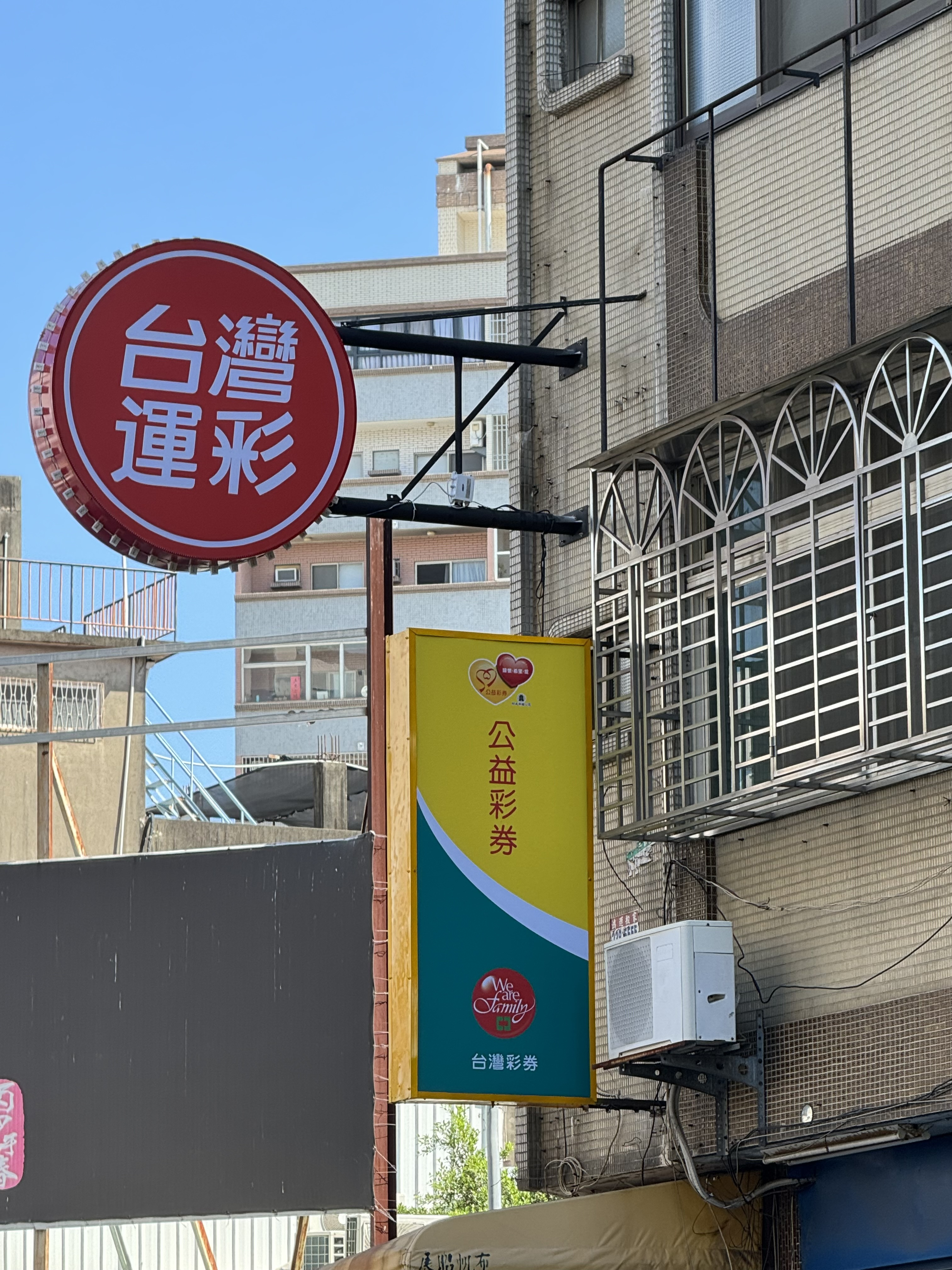
2023年台灣彩券第五屆直式招牌。
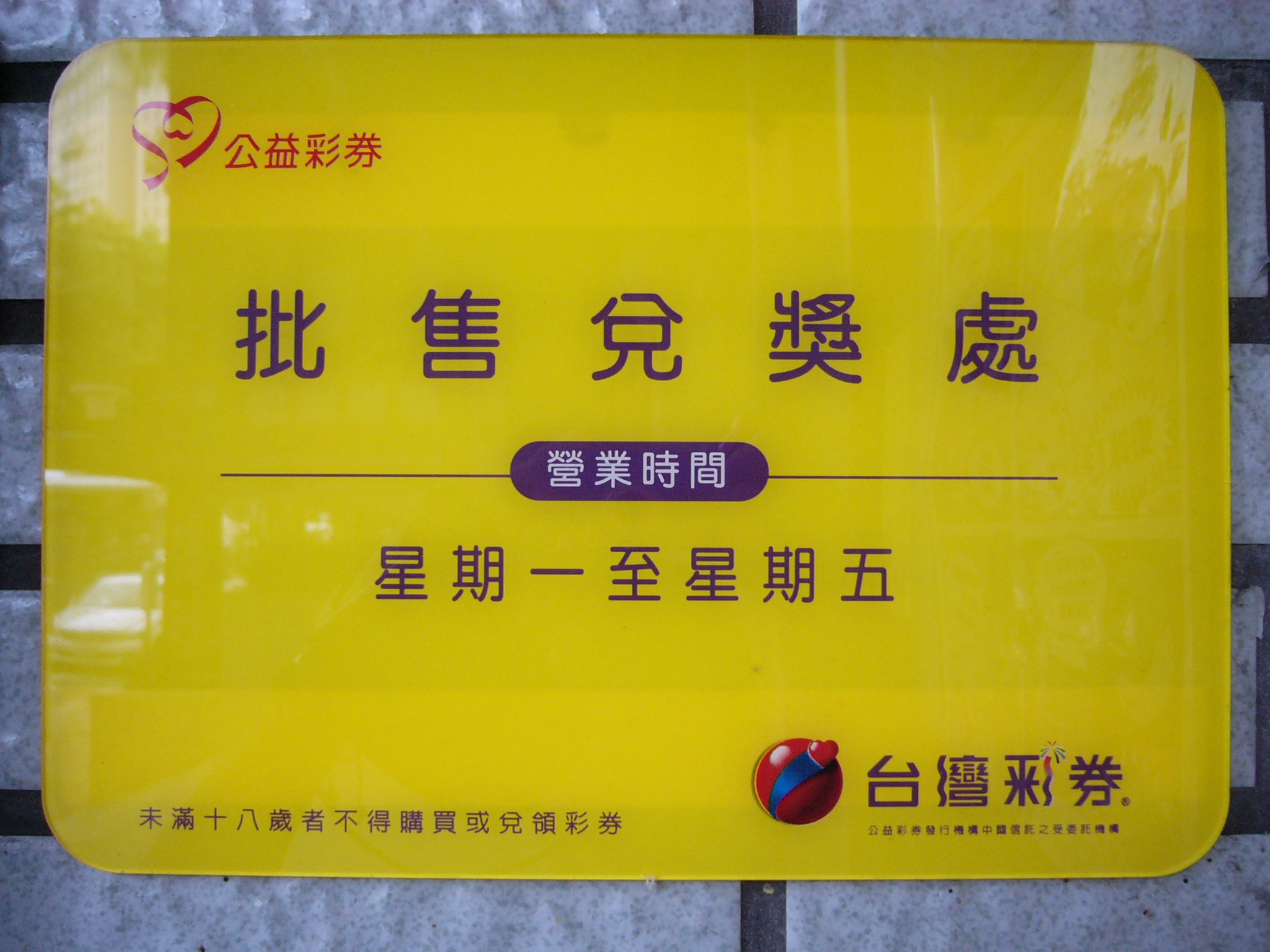
台灣彩券批售兌獎處標示牌。
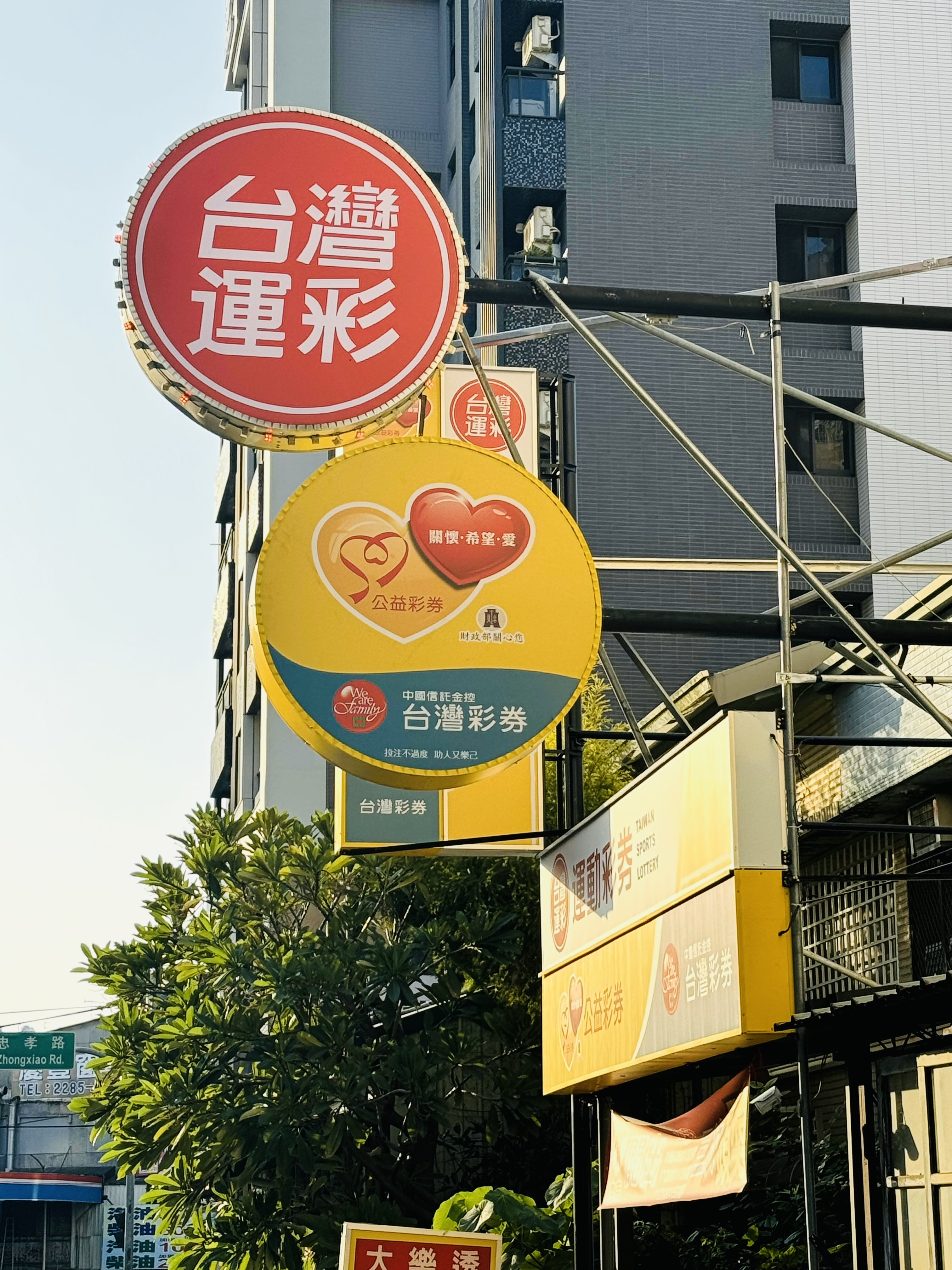
2023年台灣彩券第五屆圓形招牌。

## 爭議事件
中獎人身分
2007年3月21日，總統令修正公布之《公益彩券發行條例》第10條規定：「因職務或業務知悉公益彩券中獎人姓名、地址等資料者，除其他法律另有規定外，應嚴守秘密。……洩漏中獎人相關資料予他人，致中獎人權益受損者，中獎人得向洩密人請求損害賠償。」所以台灣彩券從未公布公益彩券頭彩得主身分。2016年5月29日，黃志宜說，財政部與台灣彩券都有公益彩券高額中獎人的個人資料，但是中獎人的個人資料不是一般人想查就能查，業務承辦人員也都已經簽署保密協定，後續若從系統調閱資料也都會留下數位足跡，洩密時一定查得出是誰洩密。
2017年4月，有網友質疑台灣彩券推出的「頭獎故事」之真偽，故事中得獎人的背景身份多是為公務員、退休民眾、長期購買者；為此，台灣彩券相關主管承認，為保護得獎者之身分，所發布的得獎者故事背景之職業或地域關係會「適度替換」，但確有其人。
開獎影片
2017年2月23日，有網友在LINE流傳本月22日今彩539開獎影片，質疑台灣彩券開獎作弊。台灣彩券表示，該影片遭變造，尤其是分割畫面的長寬比跟實際轉播的開獎畫面不同；台灣彩券已經要求該網友刪除該影片，未來不排除提告。

## 外部連結
- 台灣彩券（页面存档备份，存于）（繁體中文）

- 全民i彩券實況直播公益樂透節目 - YouTube（页面存档备份，存于）（繁體中文）
- 全民i彩券 （页面存档备份，存于）（繁體中文）